# Кресна
Кре́сна (болг. Кресна) — місто в Благоєвградській області Болгарії. Адміністративний центр громади Кресна.

## Населення
За даними перепису населення 2011 року у місті проживали 3470 осіб.
Національний склад населення міста:
| Національність   | Кількість осіб | Відсоток |
| ---------------- | -------------- | -------- |
| болгари          | 3313           | 98,7%    |
| цигани           | 15             | 0,4%     |
| не визначились   | 13             | 0,4%     |
| Всього відповіли | 3355           |          |

Розподіл населення за віком у 2011 році:
Динаміка населення:

## Географія
Кресненська община (7 560 мешканців) охоплює частини долини ріки Струми з мальовничими схилами Кресненської ущелини, західними відрогами Піринських гір і північно східними схилами Малешевських гір.  Область є привабливою своєю унікальністю та природною красою.
Місто Кресна (4600 жителів) розташоване по обидві сторони міжнародного шляху E-79. Перед містом, на мальовничому повороті річки Струма, знаходиться пам'ятник жертвам Кресненсько-Розложського повстання (1878).  Вражає пам'ятник святому Івану Рильському (праворуч від дороги), приємний центр і  пісочні пагорби Мело, які знаходяться  на схід-північний схід, а в глибині - величний хребет Пірина.
У Пірині розташований прекрасний курорт Синаниця (пік Синій), через який проходить популярний пішохідний маршрут до гірського притулку і озера, одного з найкрасивіших у Пірині.  Село Влахи підкорює відвідувача своєю неперевершеною природою і пасторальною ідилією.  Поруч з Влахами, у селі Оштава і в районі Градешка баня розташовані мінеральні джерела, відомі своїми лікуваними властивостями.  У Малешевських горах, уздовж долини річки Брезниця, знаходиться царство вікових дубів.  На пагорбі над селом Брезница, на місці старого монастиря, був побудований новий монастир святого пророка Іллі.
Залишки стародавнього міста Нейне (біля села Долішня Градешниця) і середньовічного монастиря святих Козьми і Даміана (біля села Влахи) розповідають про багатовікову історію краю. У кожному з населених пунктів муніципалітету є цікаві церкви. Найдавніша, церква Святої Богородиці, знаходиться в селі Влахи і датується 1750 роком.
По обидві сторони Струми знаходиться заповідник «Тисата»"- найбільший ареал ялівця деревоподібного на Балканському півострові, де мешкає понад сто видів птахів.

## Історія
Знайдені археологічні знахідки вказують на те, що ця територія була заселена ще з давніх часів.
Поселення виникає у 1926 р. як залізнична станція Пірин . В 1934 р. воно було визнане станційним поселенням без адміністративного акту. У 1956 р. населення  Нового села було зараховано до населення станції Пірин. У 1959 р. населення Кривої ливади було додане до станції Пірин  указом № 582. Указом № 1582 29 вересня 1978р  поселення було оголошене містом і перейменоване у Кресну, а колишнє село Кресна - у Стару Кресну.
З 1932 року у Кривій Ливаді працює читацький центр «Пробуда».

## Релігія
Населення сповідає хідне православ'я. У 1941 році в Кресні було збудовано храм "Св. Іван Рильський".

## Економіка
У місті багато цехів пошиття одягу.  Сільське господарство також розвинене.

## Державні установи
28 травня 2007 року були побудовані нові дитячі ясла.
- Відділок поліції

## Визначні пам'ятки
Центр Кресни невеликий, добре обладнаний, з красивими  фонтанами.
Приблизно в 7 км від міста, біля підніжжя Малешевських гір, знаходиться монастир "Св.  Пророк Ілля".  Біля сусіднього села Влахи розташоване урочище Градецька баня, відоме своїми мінеральними джерелами.
Кресна є відправною точкою до  Синаницького озера і до  вершини  Синаниця у Піринських горах.  Це популярний і унікально красивий район.  На березі озера знаходиться однойменний  гірський притулок.

## Регулярні події
Кожного року 19 жовтня проводиться громадське свято.  Православна церква святкує свято св. Івана Рильського.
Щомісяця виходить газета «Кресна» з регулярними публікаціями.